# KA-billeder
KA-billeder er en ikke-kommerciel billeddatabase under Kunstakademiets Arkitektskoles Bibliotek med billeder af bygninger, bygningsdetaljer, konstruktioner og andre emner relateret til emnet arkitektur. Billeddatabasen omfatter  ældre og moderne arkitektur fra flere forskellige lande. Billeder fra flere forskellige fotografer fra Kunstakademiets Arkitektskole findes i basen, blandt andet diassamlinger fra Tobias Faber, C.Th. Sørensen og Ture Wester. 

## Ekstern henvisning
KA-billeder Arkiveret 10. juni 2015 hos  Wayback Machine